# Club Deportivo Ibaeta
El Club Deportivo Ibaeta es un club de baloncesto femenino español, de la ciudad de San Sebastián, en Guipúzcoa. 
En la temporada 2012-2013, tras 6 temporadas participando en Liga Femenina 2, logra hacerse con dicho campeonato, y ascender a Liga Femenina. Participa desde la temporada 2013-2014 en la máxima competición nacional, compitiendo bajo el nombre de IDK Euskotren

## Trayectoria
| Temporada | Nivel | División        | Pos. | G–P   | Postemporada     | Copa de la Reina | Supercopa  |
| --------- | ----- | --------------- | ---- | ----- | ---------------- | ---------------- | ---------- |
| 2006–07   | 3     | 1ª Nacional     | ?    | ?     | Ascenso          |                  |            |
| 2007–08   | 2     | Liga Femenina 2 | 6º   | ?     |                  |                  |            |
| 2008–09   | 2     | Liga Femenina 2 | 6º   | ?     |                  |                  |            |
| 2009–10   | 2     | Liga Femenina 2 | 2º   | 19–9  | Fase de ascenso  |                  |            |
| 2010–11   | 2     | Liga Femenina 2 | 1º   | 22–4  | Fase de ascenso  |                  |            |
| 2011–12   | 2     | Liga Femenina 2 | 1º   | 23–5  | Fase de ascenso  |                  |            |
| 2012–13   | 2     | Liga Femenina 2 | 1º   | 19–3  | Ascenso          |                  |            |
| 2013–14   | 1     | Liga Femenina   | 8º   | 10–12 |                  |                  |            |
| 2014–15   | 1     | Liga Femenina   | 9º   | 9–17  |                  |                  |            |
| 2015–16   | 1     | Liga Femenina   | 10º  | 9–14  |                  | Semifinalista    |            |
| 2016–17   | 1     | Liga Femenina   | 5º   | 14–12 | Cuartos de final |                  | Subcampeón |
| 2017–18   | 1     | Liga Femenina   | 6º   | 14–12 | Cuartos de final | Semifinalista    |            |
| 2018–19   | 1     | Liga Femenina   | 6º   | 15–11 | Cuartos de final | Cuartos de final |            |
| 2019–20   | 1     | Liga Femenina   | 11º  | 8–14  |                  |                  |            |
| 2020–21   | 1     | Liga Femenina   | 10º  | 13–17 |                  | Cuartos de final |            |
| 2021–22   | 1     | Liga Femenina   | 6º   | 17–13 | Cuartos de final | Cuartos de final |            |
| 2022–23   | 1     | Liga Femenina   | 12º  | 12–18 |                  |                  |            |
| 2023–24   | 1     | Liga Femenina   | 7º   | 16–14 | Cuartos de final | Cuartos de final |            |
| 2024–25   | 1     | Liga Femenina   | 14º  | 10–20 |                  |                  |            |